# Lupu Pick

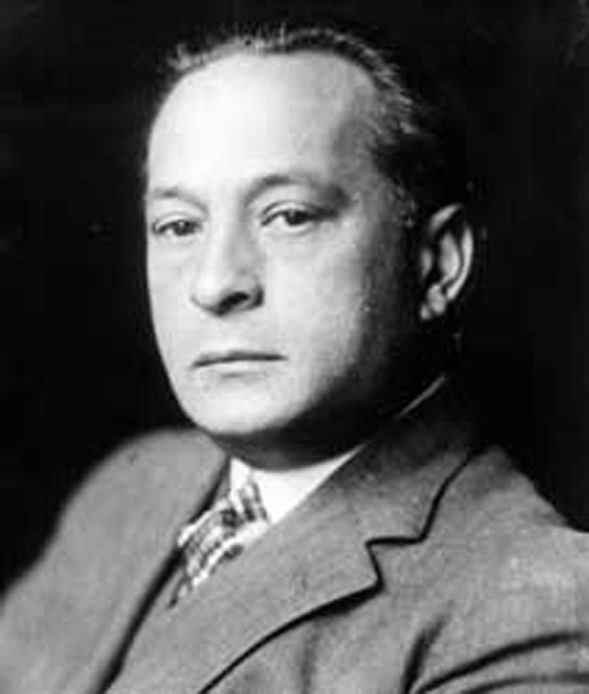
Lupu Pick

Lupu Pick (* 2. Januar 1886 in Iași, Rumänien; † 7. März 1931 in Berlin) war ein Schauspieler und Filmregisseur.

## Leben
Picks Vater war ein österreichischer Kaufmann, seine Mutter rumänischer Herkunft. Im Alter von zehn Jahren kam er mit der Familie nach Berlin. Er besuchte das Sophien-Realgymnasium und absolvierte eine Kaufmannslehre. Zugleich nahm er als Mitglied einer Laiengruppe Schauspielunterricht.
Er begann 1909 als Bühnenschauspieler am Schillertheater in Altona. Ab 1910 spielte er außerdem am Sommertheater in Flensburg, wo er erstmals auch Regie führte und an dem 1911 auch Edith Posca auftrat, die er 1914 heiratete. 1913 kam Pick mit einer Aufführung von Die Schiffbrüchigen (Eugène Brieux) ans Deutsche Theater in Berlin, wo er in der Rolle des Arztes seinen Durchbruch erlebte. Er blieb in Berlin und arbeitete sechs Jahre lang am Kleinen Theater Unter den Linden als Schauspieler, Regisseur und im Bühnenvorstand. Sein größter Erfolg wurde die Rolle des Onkel Eli in Jettchen Gebert. Pick schlüpfte meist in die Rollen von zittrigen, zahnlosen alten Männern, die er vortrefflich zu verkörpern wusste. Nach dem Ersten Weltkrieg übernahm er nur noch selten Theaterrollen.
Bereits 1910 spielte er erstmals im Film. Er wirkte bei Gerhard Lamprecht, Richard Oswald, Henrik Galeen, Fritz Lang und auch in seinen eigenen Filmen. 1918 gründete er mit Arthur Spitz die Produktionsfirma Rex-Film GmbH und die Rex-Film Vertriebsgesellschaft Arthur Spitz & Lupu Pick OHG. 1923 folgte die Gründung der Rex-Film AG und 1928 die Lupu Pick Film-Productions-Gesellschaft m.b.H. Pick war gesellschaftlich engagiert, er plädierte 1919 gegen die Todesstrafe in seinem Film Tötet nicht mehr!. Sein Film Aus den Erinnerungen eines Frauenarztes (1922) war gegen § 218 gerichtet.
Gemeinsam mit dem Drehbuchautor Carl Mayer wandte er sich dem Kammerspielfilm zu und schuf mit Scherben (1921) und Sylvester (1924) wichtige Vertreter dieser Gattung. Sein letzter Stummfilm ist 1929 der psychologische Historienfilm Napoleon auf St. Helena. Pick drehte nur einen Tonfilm, Gassenhauer (1931).
Als Schauspieler trat Lupu Pick noch einmal 1926 eindrucksvoll als Droschkenkutscher in dem von seiner Firma Rex-Film produzierten Die letzte Droschke von Berlin in Erscheinung sowie 1928 als japanischer Diplomat Matsumoto in Fritz Langs Spione.
Pick engagierte sich in verschiedenen Organisationen der Filmschaffenden. Er amtierte im Vorstand des Verbandes der Filmindustriellen e. V., der SPIO und des Verbandes der Filmregisseure Deutschlands e. V. Nach der von ihm intensiv betriebenen Gründung der gewerkschaftlich orientierten Dachorganisation der Filmschaffenden Deutschlands e. V. (Dacho) wurde er deren erster Vorsitzender.
Er starb unerwartet am 7. März 1931 an einem Magenleiden. Seine Ehefrau Edith Posca nahm sich knapp vier Monate nach seinem Tod das Leben.

## Filmografie (Auswahl)

### Schauspieler
- 1915: Schlemihl
- 1915: Und wandern sollst du ruhelos …
- 1915: Satan Opium
- 1916: Hoffmanns Erzählungen
- 1916: Homunculus
- 1916: Seine letzte Maske
- 1916: Die Rache der Toten
- 1916: Das unheimliche Haus
- 1916: Freitag, der 13. Das unheimliche Haus, 2. Teil
- 1916: Der chinesische Götze
- 1917: Der Fall Routt…!
- 1917: Nächte des Grauens
- 1917: Es werde Licht!, 1. Teil
- 1917: Des Goldes Fluch
- 1917: Frank Hansens Glück
- 1917: Das Bildnis des Dorian Gray
- 1917: Die Fremde
- 1917: Die Pagode
- 1917: Die Claudi vom Geiserhof
- 1917: Der Schloßherr von Hohenstein
- 1917: Edelweiß
- 1917: Das Opfer der Yella Rogesius
- 1917: Der Fall Dombronowska-Clemenceau
- 1917: Die zweite Frau
- 1918: Die Rothenburger
- 1919: Tötet nicht mehr!
- 1920: Niemand weiß es
- 1920: Der verbotene Weg
- 1922: Zum Paradies der Damen
- 1926: Die letzte Droschke von Berlin
- 1928: Spione

### Regisseur
- 1918: Mr. Wu
- 1918: Die Rothenburger
- 1918: Der Weltspiegel
- 1918: Die tolle Heirat von Laló
- 1918: Die Liebe des van Royk
- 1919: Der Herr über Leben und Tod
- 1919: Der Seelenverkäufer
- 1919: Kitsch
- 1919: Marionetten der Leidenschaft
- 1919: Mein Wille ist Gesetz
- 1919: Die Herrenschneiderin
- 1919: Der Terministenklub
- 1919: Tötet nicht mehr!
- 1920: Niemand weiß es
- 1921: Der Dummkopf
- 1921: Scherben
- 1921: Grausige Nächte
- 1922: Aus den Erinnerungen eines Frauenarztes (2 Teile)
- 1922: Zum Paradies der Damen
- 1924: Sylvester
- 1926: Das Haus der Lüge
- 1926: Das Panzergewölbe
- 1928: Eine Nacht in London
- 1929: Napoleon auf St. Helena
- 1931: Gassenhauer

### Filmproduzent
- 1918: Mr. Wu
- 1918: Der Weltspiegel
- 1918: Die tolle Heirat von Laló
- 1918: Die Liebe des van Royk
- 1919: Der Herr über Leben und Tod
- 1919: Der Seelenverkäufer
- 1919: Kitsch
- 1919: Marionetten der Leidenschaft
- 1919: Mein Wille ist Gesetz
- 1919: Tötet nicht mehr!
- 1920: Niemand weiß es
- 1920: Der verbotene Weg
- 1921: Der Dummkopf
- 1921: Scherben
- 1921: Grausige Nächte
- 1922: Aus den Erinnerungen eines Frauenarztes (2 Teile)
- 1922: Zum Paradies der Damen
- 1923: Stadt in Sicht
- 1923: Das Haus ohne Lachen
- 1924: Sylvester
- 1926: Das Haus der Lüge
- 1926: Die letzte Droschke von Berlin
- 1926: Gräfin Plättmamsell
- 1926: Das Panzergewölbe
- 1927: Das Mädchen mit den fünf Nullen
- 1927: Familientag im Hause Prellstein
- 1929: Napoleon auf St. Helena
- 1931: Gassenhauer

### Drehbuchautor
- 1917: Es werde Licht!, 1. Teil
- 1918: Mr. Wu
- 1918: Die Rothenburger
- 1918: Der Weltspiegel
- 1918: Die tolle Heirat von Laló
- 1918: Die Liebe des van Royk
- 1919: Der Herr über Leben und Tod
- 1919: Der Seelenverkäufer
- 1919: Mein Wille ist Gesetz
- 1919: Tötet nicht mehr!
- 1920: Niemand weiß es
- 1921: Scherben
- 1922: Aus den Erinnerungen eines Frauenarztes (2 Teile)
- 1922: Zum Paradies der Damen
- 1926: Das Haus der Lüge
- 1926: Das Panzergewölbe
- 1929: Napoleon auf St. Helena